# واشینگتن پست
واشینگتن پست (به انگلیسی: The Washington Post) بزرگ‌ترین و در گردش‌ترین روزنامه در منطقه کلان‌شهری واشینگتن است. این روزنامه که از قدیمی‌ترین روزنامه‌های این شهر به‌شمار می‌آید، در سال ۱۸۷۷ شروع به‌کار کرد و بیش از ۸۰ سال گراهام هلدینگ صاحب آن بود.
این روزنامه دارای اعتبار ویژه‌ای در جهان رسانه‌ای است، در اوایل دهه ۷۰ دو خبرنگار این روزنامه باب وودوارد و کارل برنستین در پی تحقیقات خود در جریان رسوایی واترگیت طی سال‌های ۱۹۷۲–۱۹۷۵ که توسط این روزنامه صورت گرفت، معروف شدند.
این روزنامه ۶۹ جایزه پولیتزر کسب کرده‌است. در ۲۰۰۸ از جمله شش جایزه پولیتزر جداگانه به واشینگتن پست اعطا شد.
در پی مشکلات مالی خانواده گراهام، مالکان پیشین روزنامه واشینگتن پست برای ادامه فعالیت این روزنامه، در تاریخ ششم اوت ۲۰۱۳ جف بیزوس، رئیس شرکت آمازون با پرداخت ۲۵۰ میلیون دلار آمریکا، روزنامه واشینگتن پست را خریداری کرد. شرکت آمازون اعلام کرد که جف بیزوس، مؤسس این شرکت، به عنوان «سرمایه‌گذار خصوصی» مبادرت به خرید روزنامه واشینگتن پست کرده‌است. این بدین معناست که مدیریت آمازون مداخله مستقیمی در خرید این روزنامه نداشته‌است. بیزوس همچنین اعلام کرده‌است که: «مدیران این روزنامه را تغییر نخواهد داد و دخالت عمده‌ای در تیم مدیریت خبری این روزنامه نمی‌کند چرا که به گفته خود او، قطعاً آن‌ها با دنیای خبر بیشتر از وی آشنا هستند.»
شرکت واشینگتن پست که در بازار بورس آمریکا نیز حضور دارد، شامل «زیرمجموعه‌هایی» می‌شود. یک فرستنده محلی تلویزیونی، یک شرکت خدمات تلویزیونی و مؤسسه آموزشی از جمله شرکت‌های وابسته به واشینگتن پست محسوب می‌شوند. نام کنونی آن گراهام هلدینگ است.
هیجدهم فوریه سالگرددرگذشت میکل آنژپیکرتراش که اوج رنسانس تجدیدحیات ادبی وهنری بامرگ میکل آنژپیکرتراش این هنرمندجهانی به خاموشی گرائید.روزجهانی مجسمه"مجسمه ساز

## نگارخانه

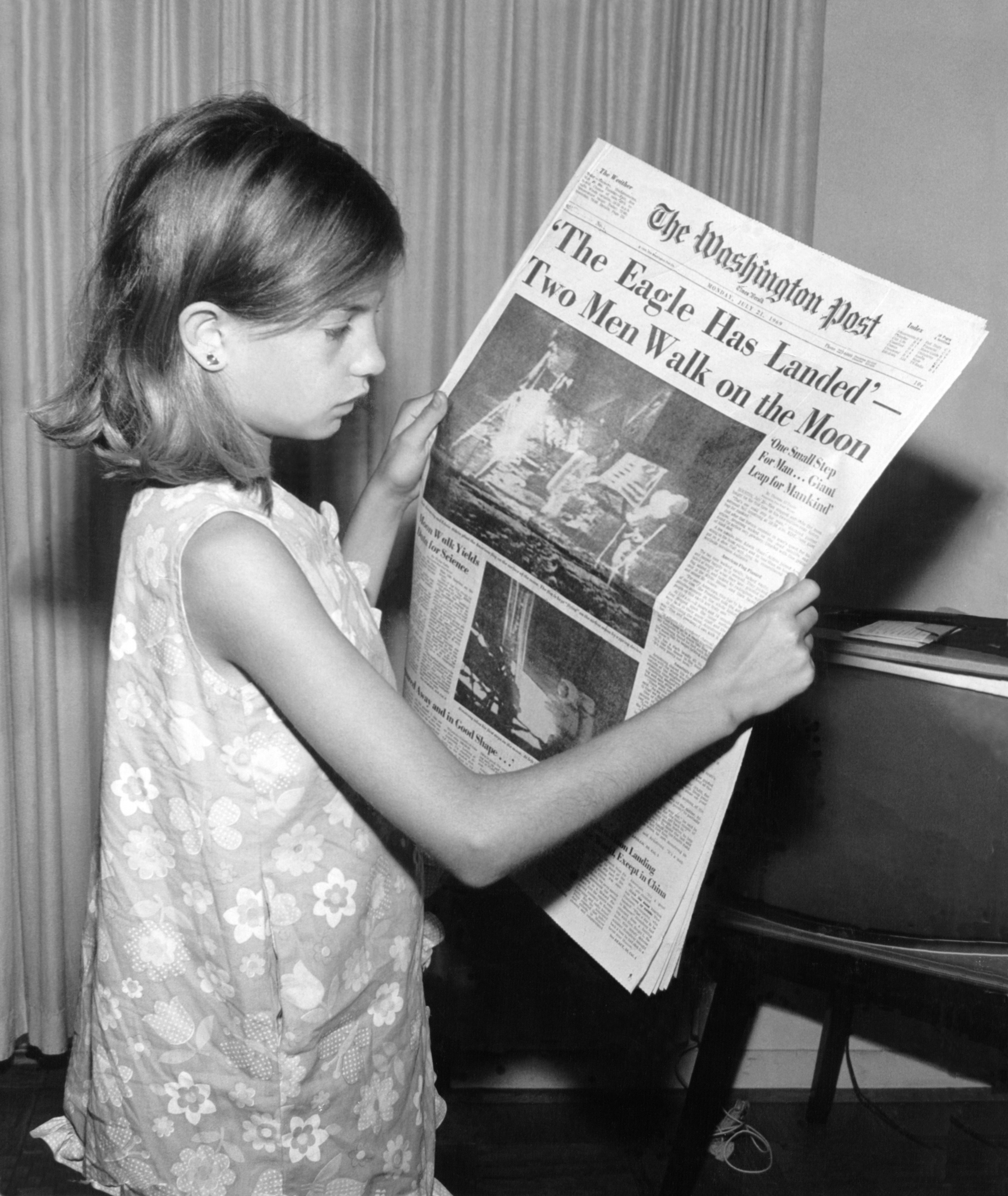
دختری در حال خواندن روزنامهٔ واشینگتن پست به تاریخ دوشنبه، ۲۱ ژوئیهٔ ۱۹۶۹، با تیتر: «عقاب دو انسان را بر روی ماه پیاده کرد».
منظور از عقاب، اشاره‌ای استعاری به پرنده ملی در ایالات متحده است.